# Поминицький гідрологічний заказник
Поминицький гідрологічний заказник — гідрологічний заказник місцевого значення. Об'єкт розташований на території Маньківського району Черкаської області, село Поминик.
Площа — 21 га, статус отриманий у 1979 році.